# Saibara
Saibara (japanisch 催馬楽, „Pferdetreibermusik“) ist eine heitere Liedgattung, hauptsächlich aus den Gegenden um Kyōto und Nara, die in der Heian-Zeit am Kaiserhof in künstlerischem Sinne neu bearbeitet wurde und Bestandteil der Hofmusik war.
Die Lieder bestehen aus wechselnden vier- und neunsilbigen Verszeilen und einem Refrain. Inhaltlich beschäftigen sie sich mit den Gefühlen gewöhnlicher Menschen wie der Jagd, der Arbeit, der Reise und vorzugsweise mit der Liebe, die ungewöhnlich offen ausgedrückt wird. Saibara wurden gerne bei festlichen Anlässen vorgetragen, wie es auch an einigen Stellen im Genji Monogatari, einem um 1000 verfassten Roman, geschildert wird. Sie verloren in der Kamakura-Zeit ihre Popularität an das Imayō und wurden in der Edo-Zeit noch einmal wiederbelebt.
Saibara werden dem Genji Monogatari zufolge solistisch oder mit Begleitung einer Flöte, der Kurzhalslaute biwa, den Wölbbrettzithern koto oder wagon, gelegentlich auch mit Flöte und einem der Saiteninstrumente vorgetragen.